# Presbytère de Borley

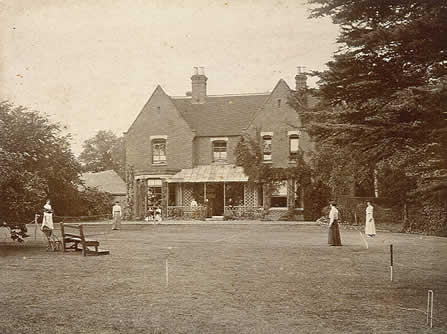
Le presbytère de Borley à la fin du XIXe siècle.

Le presbytère de Borley était une grande résidence de style néo-gothique, située dans la paroisse de Borley, dans le comté d'Essex en Angleterre. Construit en 1862 pour recevoir le pasteur Henry Bull, le presbytère fut élevé sur le site d’un précédent édifice détruit par un incendie en 1841. Considéré par la légende comme « la maison la plus hantée d’Angleterre » le presbytère de Borley a été à nouveau la proie d’un incendie pendant la Seconde Guerre mondiale et fut définitivement démoli en 1944

## Phénomènes et hantises

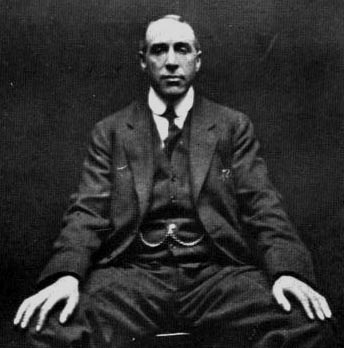
Harry Price en 1922

Théâtre supposé de multiples formes de hantises, qui allaient d’apparitions nocturnes aux phénomènes de poltergeist, d’inscriptions mystérieuses présumées tracées par des mains fantômes, de sonnettes s’agitant seules et de lumières spectrales apparaissant dans des pièces vides, le presbytère de Borley devint la cible de toutes les curiosités, dont celle de la Society for Psychical Research (SPR) et du chasseur de fantômes Harry Price (en). Ce dernier enquêta pendant une année pleine à Borley et publia les résultats de ses investigations, concluant à la présence de multiples phénomènes paranormaux dans le presbytère. Une religieuse fantôme et un cocher sans tête furent ainsi prétendument aperçus dans le parc du presbytère, dont une des allées fut nommée nun's walk (promenade de la nonne).
La SPR, à laquelle Price avait pourtant appartenu, réfuta les affirmations et « preuves » de Price puis publia une contre-enquête dans laquelle la Société concluait qu’Harry Price avait frauduleusement créé les phénomènes de hantise dont il rendait compte.
La SPR établit aussi que Marianne Foyster, la femme du révérend Lionel Foyster, qui avait habité la demeure de 1930 à 1935 avec son mari, avait aussi créé de toutes pièces des éléments paranormaux, en particulier des « écritures fantômes » qu’elle avait tracées de sa main gauche pour en maquiller le style. Parmi ces textes restés célèbres, il faut citer des appels de l'au-delà réclamant de la lumière et des messes, ainsi que des demandes à l'aide adressées directement à Marianne.

## Fiction
Les événements de Borley ont donné lieu à une adaptation par l'ORTF, intitulée Qui hantait le presbytère de Borley ?, diffusée en 1968. L'épisode était tiré d'une série baptisée Le Tribunal de l'impossible, et fut réalisé par Alain Boudet.